# Motala AIF Hockey
Motala AIF Hockey (även Motala AIF Hockeyklubb) är en ishockeyklubb från Motala bildad 1951 och en av föreningarna inom Motala AIF alliansförening. Hemmamatcherna spelas i Iver-hallen, invigd 1996, som tar runt 1 000 åskådare.
A-laget spelade i division 1 säsongerna 2004/2005, 2005/2006 och2006/2007. Sedan dess har man spelat i Hockeytvåan och Hockeytrean.